# Georges Grente

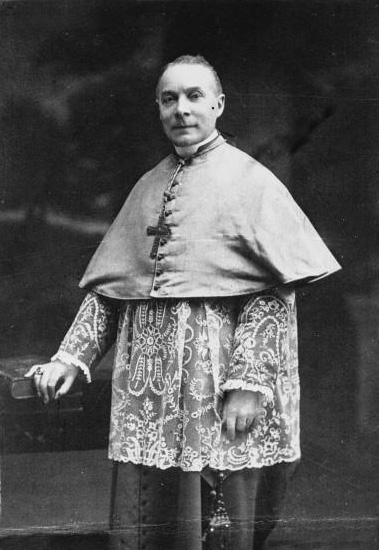
Georges Grente als Bischof von Le Mans (1936)

Kardinalswappen von Georges Grente

 Georges François Xavier Marie Kardinal Grente  (* 5. Mai 1872 in Percy, Frankreich; † 4. Mai 1959 in Le Mans) war Bischof von Le Mans.

## Leben
Georges François Xavier Marie Grente studierte in Paris die Fächer Rechtswissenschaften, Katholische Theologie und Philosophie. Er empfing am 29. Juni 1895 das Sakrament der Priesterweihe und arbeitete anschließend acht Jahre lang als Lehrer am Knabenseminar von Mortain. 
Von 1903 bis 1916 leitete er als Rektor das Diözesankolleg von Saint-Lô, von 1916 bis 1918 war er Superior des Saint Paul Institute in Cherbourg. 
Papst Benedikt XV. ernannte ihn am 30. Januar 1918 zum Bischof von Le Mans. Die Bischofsweihe empfing Georges Grente am 17. April desselben Jahres vom Erzbischof von Rouen, Louis-Ernest Kardinal Dubois. Mitkonsekratoren waren die Bischöfe Claude Bardel von Sées und Joseph Guérard von Coutances(-Avranches). Am 12. November 1936 wurde Bischof Grente in die Académie française gewählt und übernahm den Sitz Nr. 32 von dem zuvor verstorbenen Pierre de Nolhac.
Papst Pius XII. ernannte Georges Grente im März 1943 zum Erzbischof ad personam und erhob ihn im Konsistorium vom 12. Januar 1953 zum Kardinal, drei Tage darauf erhielt Grente die Ernennung zum Kardinalpriester der Titelkirche San Bernardo alle Terme. 
Im Rahmen der Partnerschaft zwischen seiner Diözese und dem Erzbistum Paderborn wurde Grente 1957 zum Ehrendomherrn am Paderborner Dom ernannt.
Georges Kardinal Grente nahm am Konklave des Jahres 1958 teil. 
Er starb am 4. Mai 1959 in Le Mans und wurde in der dortigen Kathedrale bestattet.